# Beveren

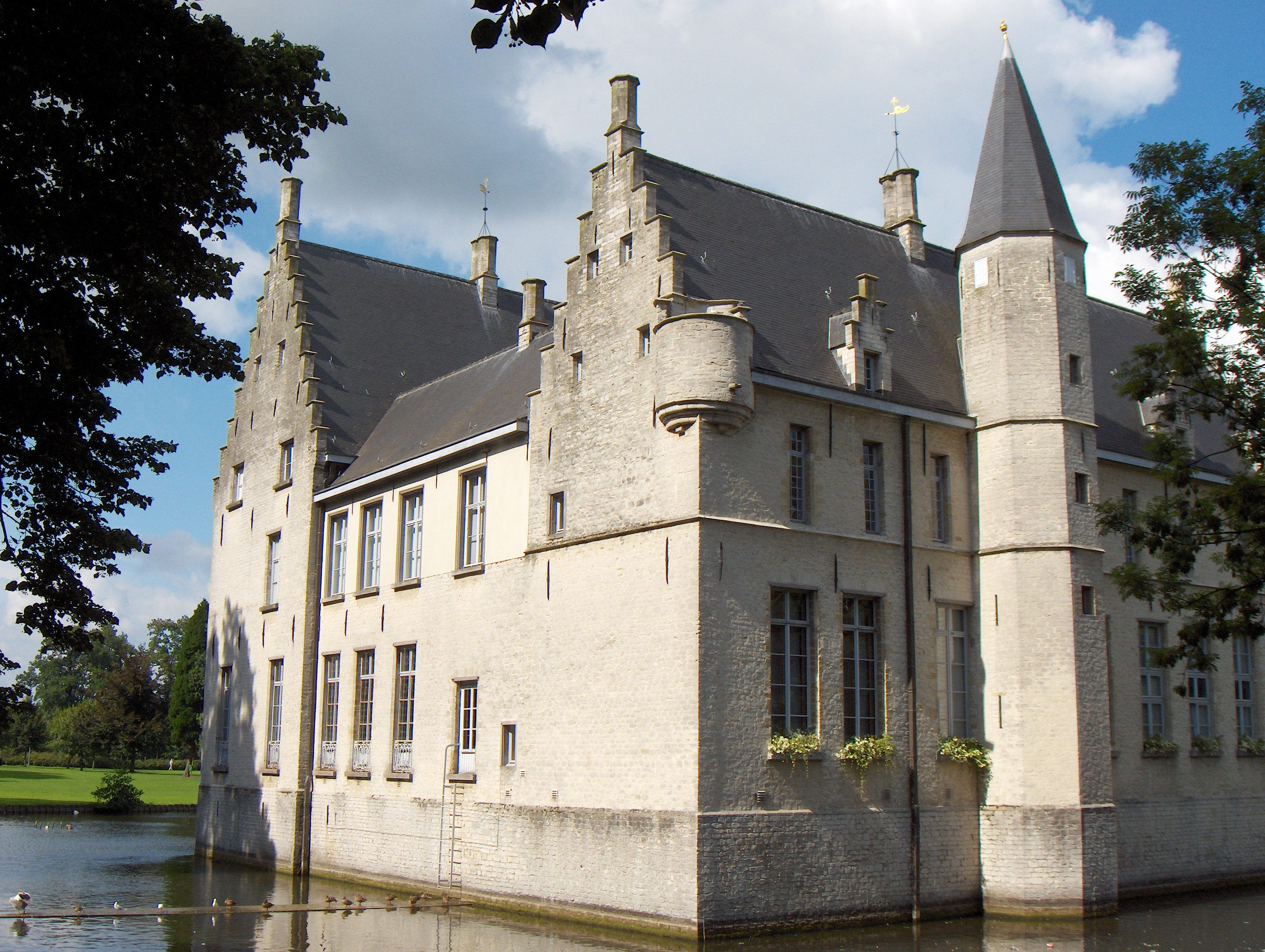
Lâu đài Cortewalle

Beveren là một đô thị tọa lạc ở tỉnh Oost-Vlaanderen. Đô thị này bao gồm các thị xã Beveren, Doel, Haasdonk, Kallo, Kieldrecht, Melsele, Verrebroek và Vrasene.
Cảng Waasland (tiếng Hà Lan: Waaslandhaven) tọa lạc ở Beveren, tả ngạn sông Schelde, đối diện cảng Antwerpen ở bên kia sông.
Ở đây có lâu đài Cortewalle thế kỷ 15 được trùng tu và lâu đài Hof Ter Saksen (thế kỷ 18), pháo đài Haasdonk được xây trước thế chiến I.

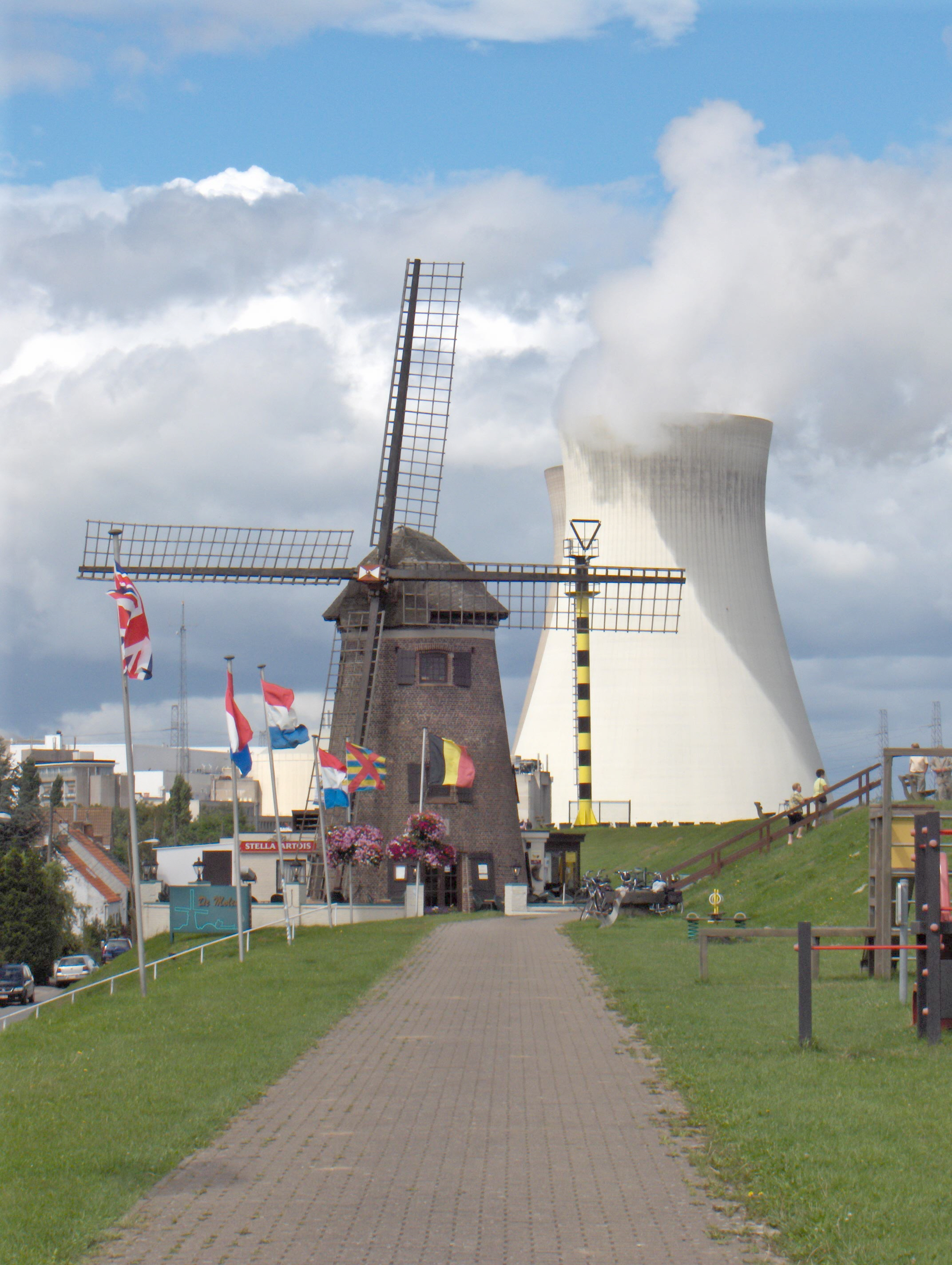
Cối xay gió Doel và nhà máy điện

## Dân địa phương nổi tiếng
- Wilfried Van Moer, cầu thủ bóng đá (sinh năm 1945)
- Kathleen Smet, vậnd động viên điền kinh 3 môn phối hợp (sinh năm 1970)
- Dominique Cornu, cu rơ (sinh năm 1985)
- Julie Gould, vận động viên bơi lội (sinh năm 1989)